# Eximiae devotionis
La butlla menor  Eximiae devotionis  va ser atorgada pel papa Alexandre VI el 1493 a favor de Ferran i Isabel, reis de Castella i Aragó.
La butlla porta data de 3 maig 1493 però es creu que realment va ser redactada més tard, al mes de juliol. El vostre text coincideix en gran part amb el del breu  Inter Caetera  del 3 de maig de 1493, que és probablement anterior a ella. De forma similar al breu, la  Eximiae devotionis  atorga a "els reis de Castella i Lleó" el domini sobre "cadascuna de les terres fermes i illes llunyanes i desconegudes cap a les parts occidentals i existents al mar Oceà, descobertes per vosaltres o els vostres enviats (...) o que es descobreixin en endavant, que sota l'actual domini temporal d'altres senyors cristians no estiguessin constituïdes ". Així mateix, el Papa afirma que els Reis Catòlics gaudiran en els seus nous territoris dels mateixos privilegis atorgats als reis de Portugal" en les parts d'Àfrica, Guinea i la Mina d'Or "a butlles de papes anteriors.
Igual que el breu  Inter Caetera , la  Eximiae devotionis  no esmenta cap línia de demarcació per limitar les noves possessions castellanes. No obstant això, aquesta línia si apareix a la butlla menor  Inter Caetera  datada a 4 de maig i que se suposa va ser redactada el juny de 1493 i, per tant, abans que la  Eximiae devotionis . És sorprenent que la important decisió sobre la línia de demarcació es plasma en una butlla al juny i després fos oblidada en una altra un mes més tard. L'explicació podria ser que les dues butlles menors (la  Eximiae devotionis  i la  Inter Caetera  del 4 de maig) haurien estat escrites amb la idea de formar un conjunt destinat a substituir el breu del 3 de maig.
El manuscrit original de la butlla promulgada s'ha perdut però hi ha una còpia de 1515 a l'Arxiu General d'Índies de Sevilla.